# آلام الجوع
آلام الجوع (بالإنجليزية: The Hunger Pains) (ويُلفظ: ذا هانغر بَينز أو هانغر بينز اختصارًا)؛ هي رواية ضمن قائمة نيويورك تايمز لأكثر الكتب مبيعا من تأليف هارفرد لامبون ‏ محاكاة ساخرة لسلسلة روايات مباريات الجوع للمؤلفة الأميريكية سوزان كولنز،، نُشرت لأول مرة في السابع من شباط عام 2012 من خلال متجر الكتب سايمون وشوستر، ومن خلال الكتب السنمائية التي صدرت في آذار من نفس السنة.

## عن الكتاب
ظهر الكتاب ضمن العدد التاسع في قائمة نيويورك تايمز لأكثر الكتب مبيعا.